# Little Hope (Alabama)
Pour les articles homonymes, voir Little Hope.
Little Hope est une communauté non incorporée située dans le comté de Bibb en Alabama aux États-Unis.